# Kubera

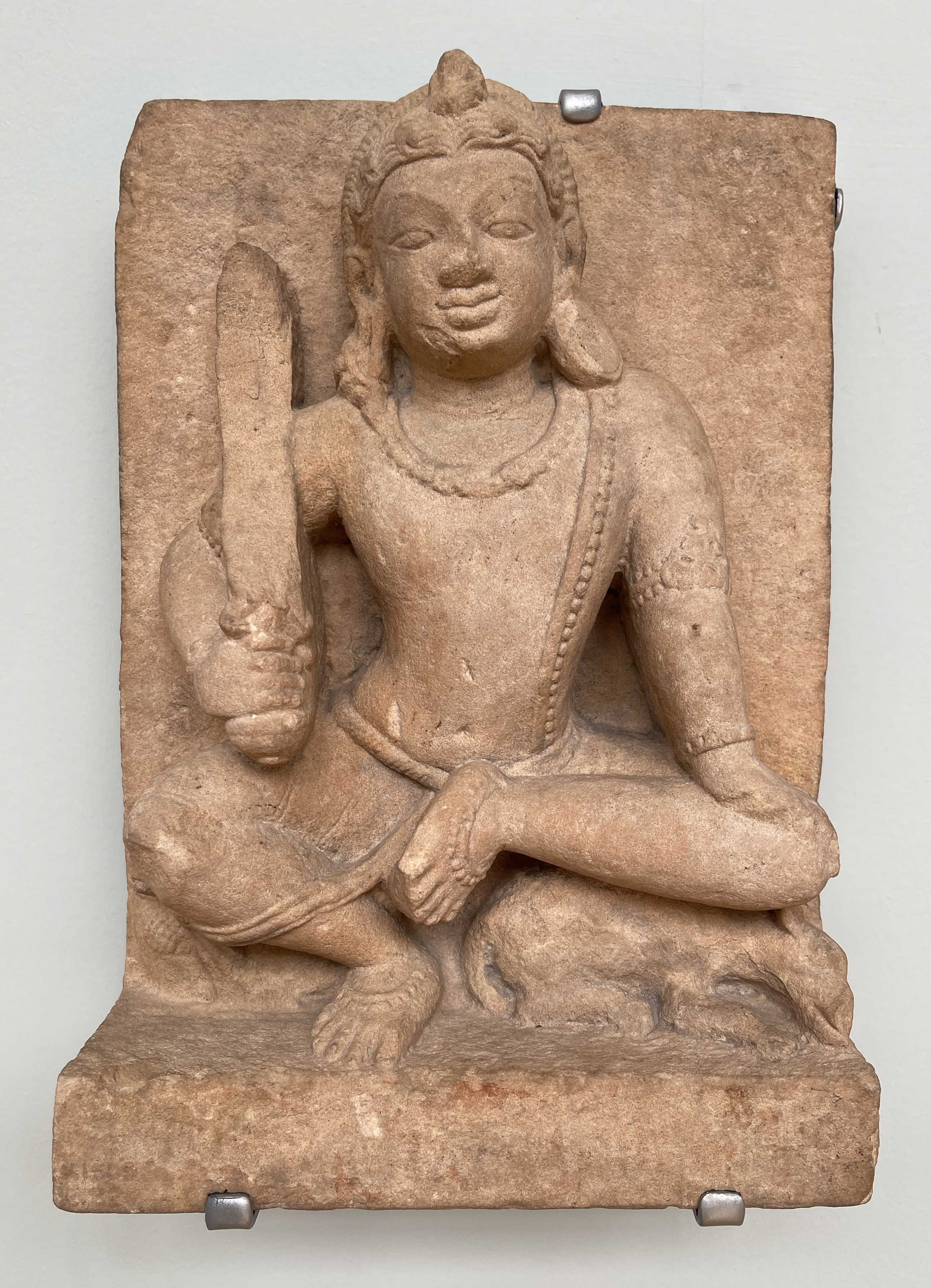
Bas-relief en grès, Inde, 10ème siècle. Musée national d'Écosse, Édimbourg, Royaume-Uni. Noter la chèvre sous la jambe du dieu, et la massue dans sa main.

Kubera (sanskrit : कुबेर, Pali et sanskrit tardif : Kuvera, Tamoul et Thaï : Kuperan; aussi transcrit en Kuber) est le dieu des richesses et le dieu-roi des Yakshas semi-divins, dans la mythologie Hindoue. Il est considéré comme un protecteur du monde (Lokapāla), et parmi les huit déités gardiennes des directions cardinales (Dikpâla), il gouverne le Nord - luxuriant et riche, et opposé au Sud, le domaine de Yama, la mort, et du feu. On attribue à Kubera la possession des richesses du monde souterrain, telles que les perles, les métaux précieux comme l'or et l'argent, et toutes les pierres précieuses dont la Terre regorge. Il est généralement représenté comme un personnage replet, couvert de bijoux et portant des pots remplis d'argent et de trésors. Parfois aussi, en sa qualité de Lokapāla, il est représenté assis sur un éléphant, Sarvabhauma.
Une autre iconographie traditionnelle, mentionnée dans l'Agni Purana, le représente assis sur une chèvre et tenant une massue dans sa main.
Selon le Ramayana, il aurait régné sur le Sri Lanka avant d'en être expulsé par son demi-frère le démon Ravana.
Dans le bouddhisme vajrayāna, il est identifié au gardien du nord Vaiśravaṇa.

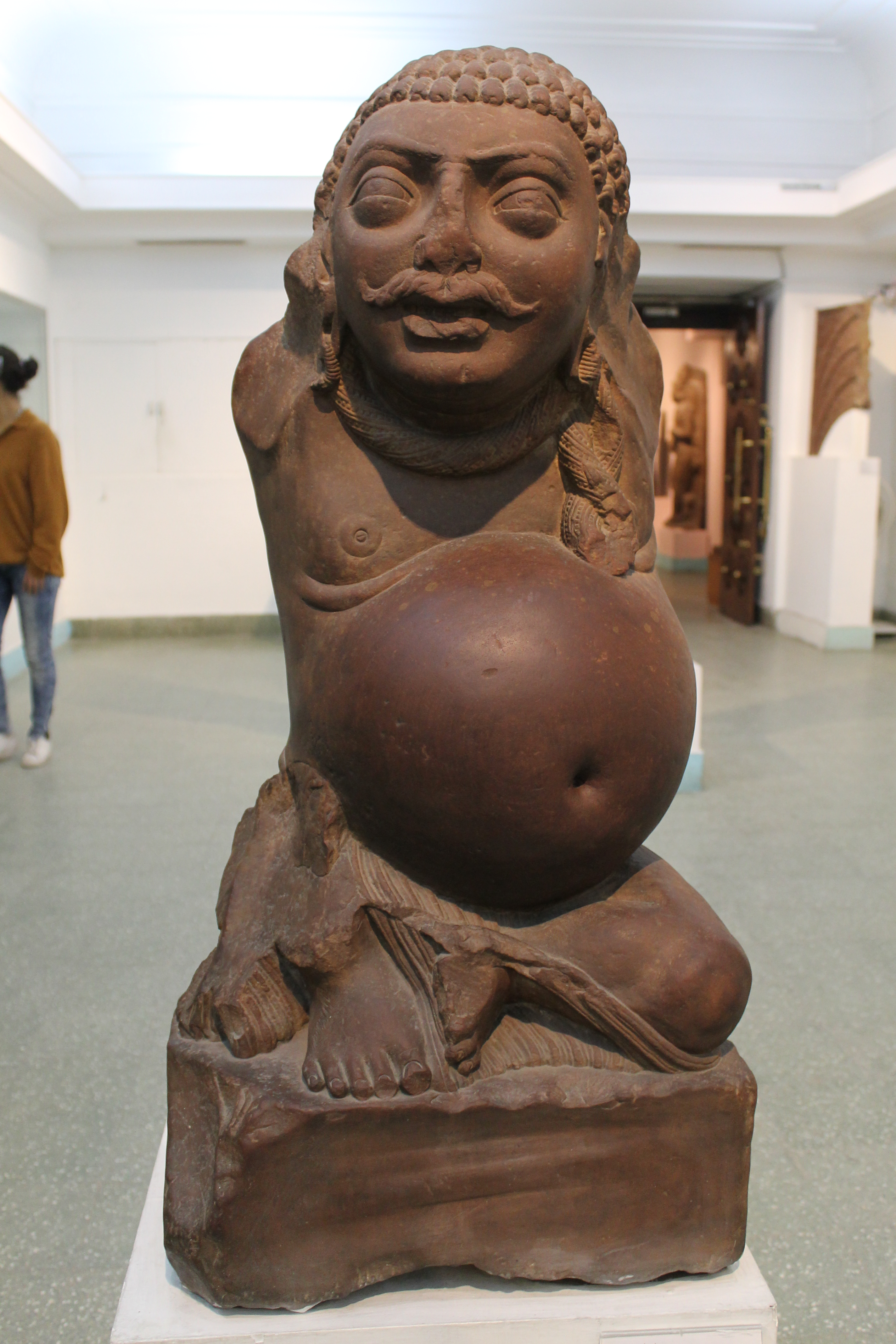
Kubera, époque Kouchan.